# Садово (Журомінський повіт)
Садово (пол. Sadowo) — село в Польщі, у гміні Журомін Журомінського повіту Мазовецького воєводства.
Населення — 77 осіб (2011).
У 1975-1998 роках село належало до Цехановського воєводства.

## Демографія
Демографічна структура станом на 31 березня 2011 року:
|          | Загалом | Допрацездатний вік | Працездатний вік | Постпрацездатний вік |
| -------- | ------- | ------------------ | ---------------- | -------------------- |
| Чоловіки | 39      | 10                 | 24               | 5                    |
| Жінки    | 38      | 11                 | 21               | 6                    |
| Разом    | 77      | 21                 | 45               | 11                   |